# 3시에 어디가요
3시에 어디가요는 KBS부산 해피FM에서 평일 오후 3시부터 오후 4시까지 방송되는 가요, 트로트 전문 라디오 프로그램이다.

## DJ
- 김경진 리포터

## 같이 보기
- KBS부산방송총국
- 은가은의 빛나는 트로트